# 王恂 (弘治進士)
王恂（1452年—？），字師誠，直隸常州府無錫縣人，軍籍，明朝政治人物。

## 生平
成化十九年（1483年）癸卯科應天府鄉試第三十名舉人。弘治六年（1493年）中式癸丑科會試第四十九名，二甲第八十三名進士。

## 家族
曾祖王德華，府經歷；祖父王忠吉；父王晟，遞運所大使。母黃氏。慈侍下。兄愉、愷、悌。弟怡。